# Wolfgang Koydl
Wolfgang Koydl (* 1952 in Tübingen) ist ein deutscher Journalist und Autor.
Koydl schrieb nach dem Studium an der Deutschen Journalistenschule in München zunächst für den Münchner Merkur. Es folgten Tätigkeiten bei der BBC, bei der Washington Post und als Auslandchef bei der Wiener Tageszeitung Die Presse. Für die Deutsche Presse-Agentur (dpa) war er Korrespondent in Kairo und Moskau. Ab 1996 schrieb er für die Süddeutsche Zeitung und berichtete zunächst aus Istanbul, ab 2000 aus Washington, ab 2005 aus London und ab 2011 aus Zürich. Seit 2014 ist er Redakteur bei der Weltwoche in Zürich. Sein Buch Die Besserkönner führte im Frühjahr 2014 in der Schweiz die Bestsellerlisten an.
Laut dem Artikel So funktioniert Putins heimliches Macht-Netzwerk in der NZZ am Sonntag (2017) fiel Weltwoche-Redakteur Koydl wiederholt mit „einfühlsame[n] Beiträge[n]“ über den russischen Präsidenten Wladimir Putin auf und war auf dem Putin-freundlichen Sender Sputnik News zu hören. Zu den Aktivitäten einer von Putin-Vertrauten finanzierten Stiftung gehören die «Matrioschka-Gespräche», Meinungsbildungsveranstaltungen zur Netzwerkpflege. Dort spielte Koydl eine wichtige Rolle als Moderator.
Koydl ist mit einer Russin verheiratet und hat eine Tochter.

## Publikationen
- Gebrauchsanweisung für Ägypten. Piper, München 1991, ISBN 3-492-03316-4
- Der Bart des Propheten. Haarige Geschichten aus Istanbul. Picus, Wien 1998, ISBN 3-85452-710-1
- Gelobt sei der Hl. Staat. Türkische Tragikomödien. Picus, Wien 2001, ISBN 3-85452-740-3
- John Kerry. Eine neue Politik der Weltmacht USA? Fischer, Frankfurt am Main 2004, ISBN 3-596-16605-5
- Fish and Fritz. Als Deutscher auf der Insel. Ullstein, Berlin 2009, ISBN 978-3-548-37256-3
- Gebrauchsanweisung für Deutschland. Piper, München 2010, ISBN 978-3-492-27595-8
- Bitte ein Brit! Neue Abenteuer auf der Insel. Ullstein, Berlin 2010, ISBN 978-3-548-28176-6
- Yucatan. Kuriose Ortsnamen und ihre Geschichten. Carlson, Hamburg 2011, ISBN 978-3-551-68456-1
- Hauptsache Nebensache. Eine kurze Geschichte des nutzlosen Wissens. Ullstein, Berlin 2011, ISBN 978-3-548-37355-3
- Wer hat’s erfunden? Unter Schweizern. Ullstein, Berlin 2012, ISBN 978-3-548-37356-0
- 33 Dinge, die man in der Schweiz unbedingt getan haben sollte. Ein teutonischer Selbstversuch. Orell Füssli, Zürich 2013, ISBN 978-3-280-05494-9
- Die Besserkönner. Was die Schweiz so besonders macht. Orell Füssli, Zürich 2014, ISBN 978-3-280-05523-6
- Die Bessermacher. Die Schweiz kann's einfach besser. Orell Füssli, Zürich 2016, ISBN 978-3-280-05604-2